# Šidélko větší
Šidélko větší (Ischnura elegans) je druh hmyzu z čeledi šidélkovití (Coenagrionidae) vyskytujícího se na většině území Evropy a Asie.

## Popis

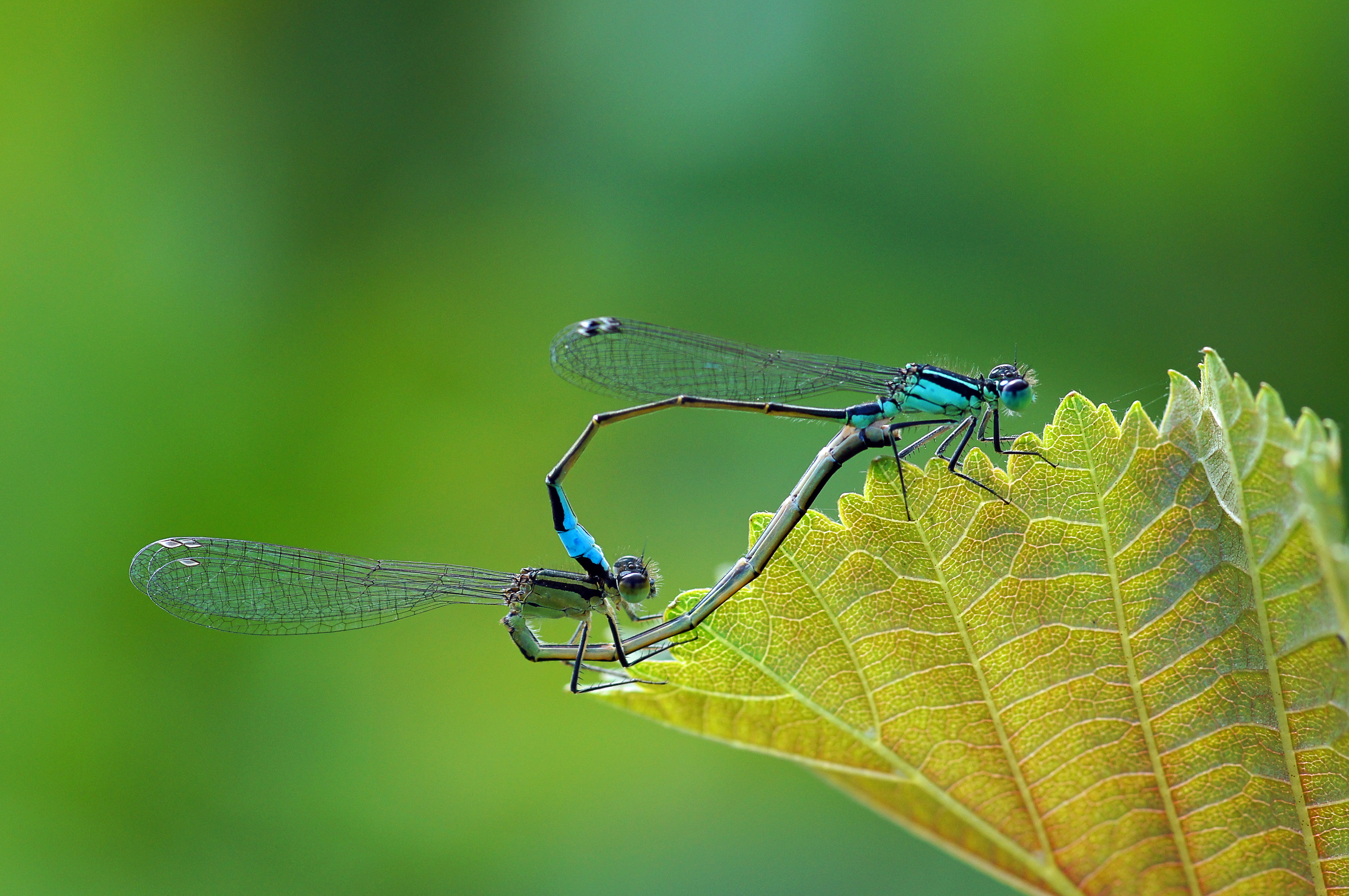
Pářící se šidélka větší

Délka těla šidélka většího se pohybuje kolem 35 mm, rozpětí křídel až 40 mm. Tělo je celé černé s výjimkou 8. zadečkového pruhu, boků hrudi a antehumerálních pruhů, čímž se odlišuje od podobných modrých šidélek. Zbarvení samic je buď podobné samcům a nebo se může lišit především ve zbarvení hrudi, která může přecházet do oranžova, fialova, hněda i zelena.

## Výskyt
Šidélko větší obývá velkou část Evropy (chybí na jihu Španělska a Itálie) i Asie. Preferuje stojaté a pomalu tekoucí vody, obývá rybníky, nádrže i tůně v lomech, v horách se vyskytuje do 1000 m n. m., rašeliniště ani slatiny zde avšak neobývá. V ČR patří mezi 5 nejhojnějších vážek. Létá od května do září.

## Poddruhy a formy
Šidélko větší má 6 poddruhů a 5 forem:

### Poddruhy
- Ischnura elegans ssp. ebneri
- Ischnura elegans ssp. elegans
- Ischnura elegans ssp. malikovae
- Ischnura elegans ssp. marquardti
- Ischnura elegans ssp. mortoni
- Ischnura elegans ssp. pontica

### Formy
- Ischnura elegans f. infuscans – hruď samičky je olivově zelená, na zadečku má zelenou skvrnu
- Ischnura elegans f. infuscans-obsoleta – bledě hnědá hruď s hnědou skvrnou na zadečku
- Ischnura elegans f. rufescens – mladá samička má hruď lososově růžovou a má modrou skvrnu na zadečku
- Ischnura elegans f. typica – samička má podobně modré zbarvení jako sameček
- Ischnura elegans f. violacea – mladá samička mívá fialové skvrny na hrudi a na zadečku

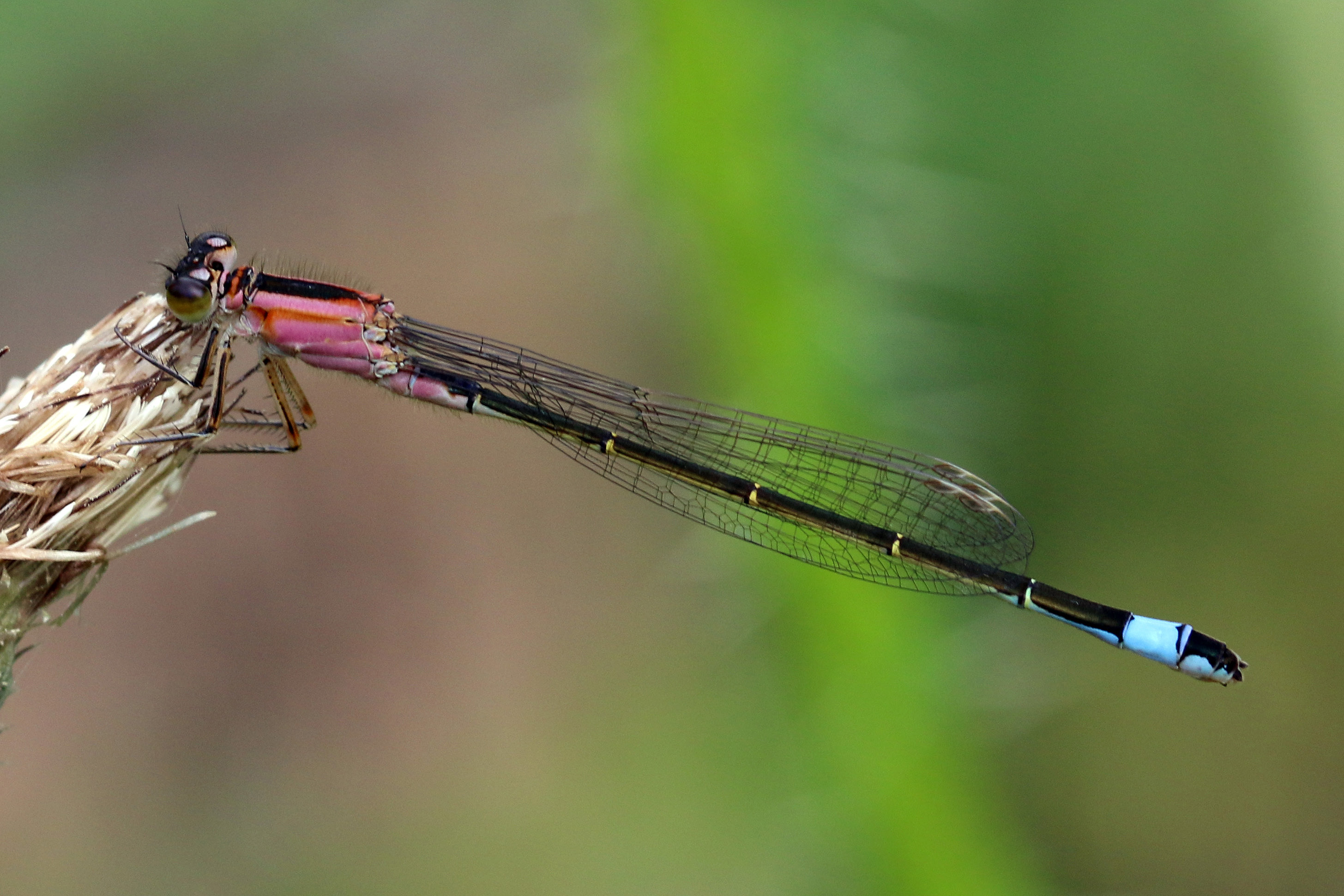
Ischnura elegans f. rufescens
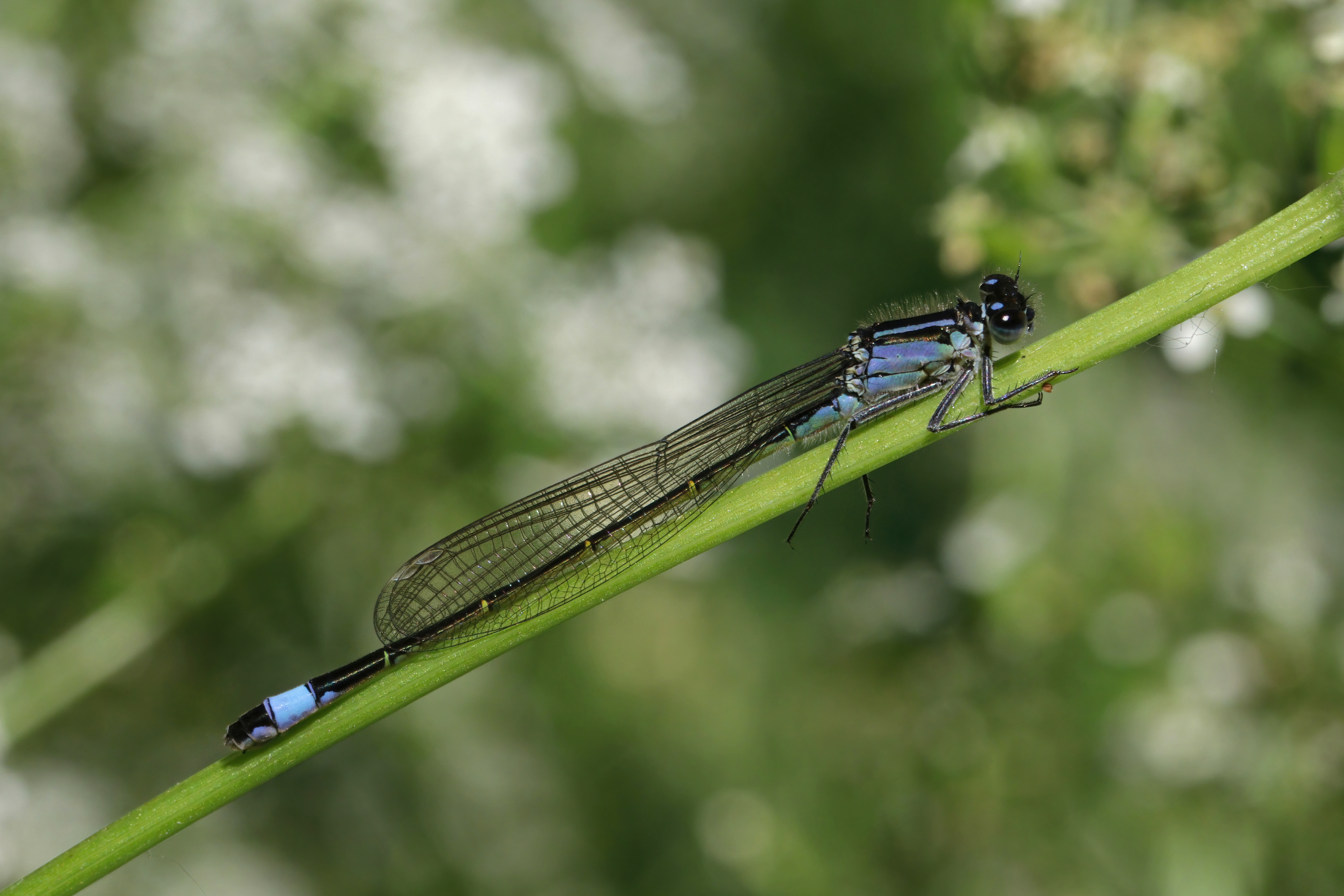
Ischnura elegans f. violacea
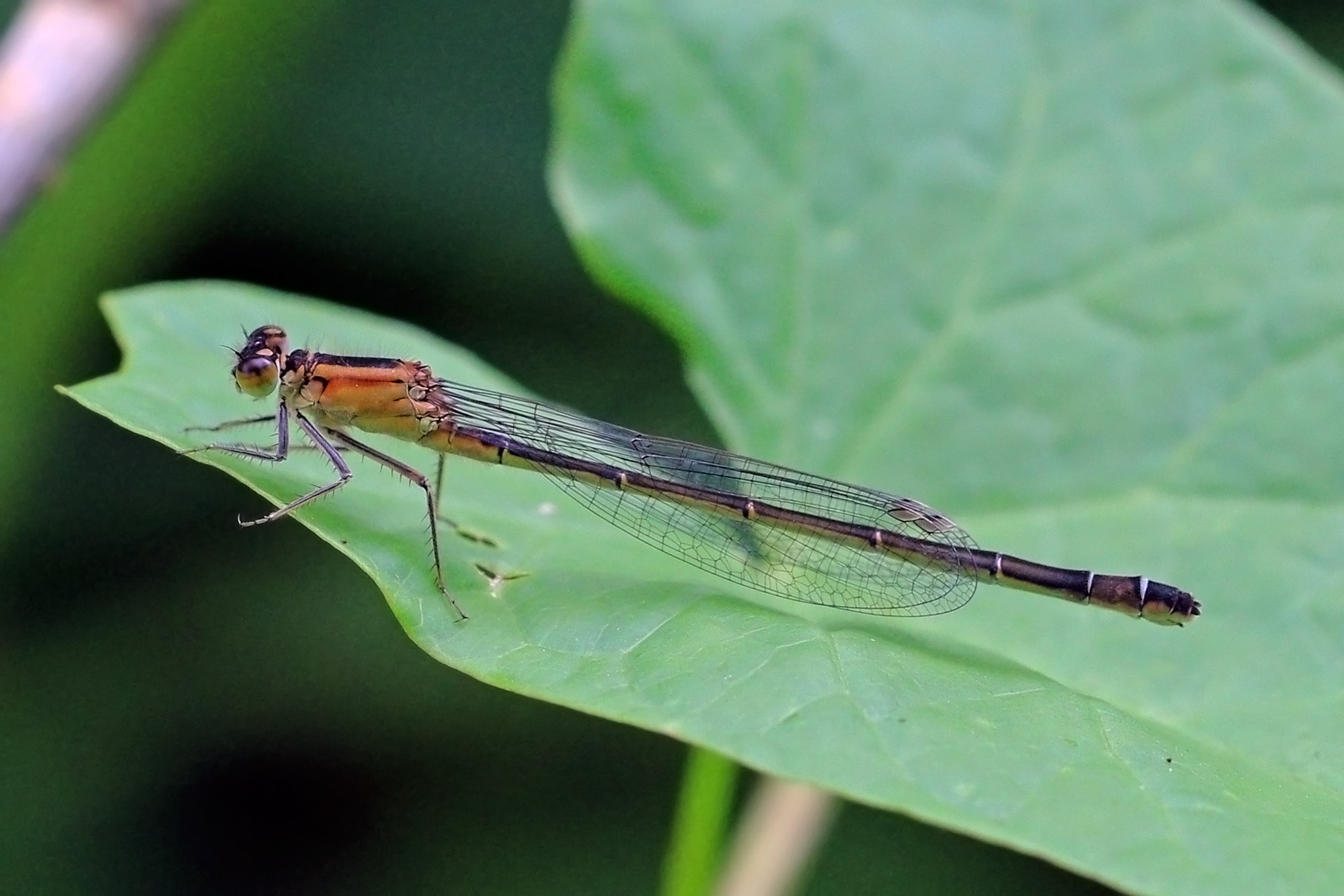
Ischnura elegans f. rufescens-obsoleta